# ハニートラップ
ハニートラップ（英: honey trap）は、スパイが行う色仕掛けによる諜報活動。女性スパイが男性に仕掛ける場合を指すのが通例とされる。

## 概要
「ハニー・トラップ」という言葉はイギリスの小説家ジョン・ル・カレの造語であり、『ティンカー、テイラー、ソルジャー、スパイ』（1974年）で用いられてから広く一般に広まった。
女性工作員は、対象男性を誘惑し、性的関係を利用して懐柔するか、これを相手の弱みとして脅迫し、機密情報を要求する。ヒューミント（英語: Humint、Human intelligenceの略）の一種である。また、隙を見せた標的をその場で殺害することもある。ただし、必ずしも女性スパイが仕掛けるものとは限らず、東ドイツ国家保安省（シュタージ）のロミオ諜報員のように、男性スパイによって対象となる女性を罠にかけることもある。こういった要素から、色仕掛けによる諜報活動といえる。
なお、ハニートラップは直訳すると「蜜の罠」や「甘い落とし穴」となり、同じような意味合いで使用されるセクシャル・エントラップメント（英語: Sexual Entrapment）は「性的な囮（おとり）」という意味である。
冷戦時代、ソビエト連邦により頻繁に行われた（特にKGBの十八番であったとされる）。
中華人民共和国においては中華人民共和国国家安全部が管轄する各直轄市・省の国家安全局によって行われ、各市・省ごとに担当国があり、上海市国家安全局はアメリカ、北京市国家安全局はロシア、天津市国家安全局は日本と韓国を担当しているとされる
イスラエル総保安庁は2021年4月12日、敵対するイランの情報機関が若い女性を装ったSNSアカウントでイスラエルの民間人に国外での接触を持ち掛け、誘拐など危害を加えようと図った事例が複数確認されたと警告を発した。

## 事例
磯田道史の調査と研究によれば、尾張徳川家の蔵書である蓬左文庫にある尾張藩士の書いた『趨庭（すうてい）雑話』という資料に、徳川宗春が家臣に対し、女性忍者によるハニートラップを仕掛けていた話が記されており、宗春自身、江戸幕府からハニートラップを仕掛けられたため（徳川吉宗の質素倹約令と対立したため）、その女性忍者を刺殺したとある。また、さらに時代が下り、尾張藩士の深田家が書いた随筆『感興漫筆』にも、宗春が女性忍者を手討ちにした話が詳細に記述されている（くノ一が「赤婆々」と呼ばれていたことなど）。これらの内容が深田家では一子相伝されていたこと、時が経ち、秘する必要性がなくなり、手討ちにされた山伏（忍者）と女性忍者も、幕末になると深田家当主によって供養されることにもなり、戒名が付けられたとまで記されていることから、磯田は、200年以上厳重に秘密にされていた話が作り話とは考えにくいとしている。
第二次世界大戦前の日本海軍がドイツ国に傾斜したことを疑問に思った半藤一利は、ある取材で元海軍中佐・千早正隆に質問したところ、その原因がハニートラップであると答えたとする。それによると、駐在武官としてドイツに滞在している間に、ドイツはクラブのような店で美人のメイドを派遣して来て、いつの間にかドイツの色仕掛けに篭絡され、気がつけば、ドイツびいきになっていたという。こうしたことが原因のためか、元海軍の多くが、質問に対して黙ることが多く、聞き出せたのも、うっかり話してしまった感があるとしている。
『諸君!』1998年（平成10年）6月号で加藤昭は、橋本龍太郎が総理在任中に中華人民共和国の女性官僚と関係があったと報じた。女性は中国側のスパイとみられているが、これについて橋本側は、女性は中国大使館に勤務する通訳であり、職務上接点があっただけと釈明している。なお、橋本は日中友好団体の日本国際貿易促進協会会長を務めており、中国へのODA事業などを積極的に進めていた。

## 対策
入国・上陸規制
江戸時代の日本の鎖国（一部を除き、外国渡航の禁止）など、一部の国との交流規制は少なくとも外国人によるハニートラップ対策となる。逆に上陸規制をかけている側はハニートラップを行いやすい下地があり、斎藤きちといった芸妓の存在（幕末にタウンゼント・ハリスの要求から幕府が送った看護人）から話が広がり、小説『唐人お吉』といった物語も形成された（詳細は、「斎藤きち#フィクションの混入」を参照）。
交流・会話の規制
これも特定の身分・役職を除いての外国人との交流の規制をしている場合、少なくとも外国人によるハニートラップ対策となる。情報が流出した場合も交流のある人間に出所が絞られる。

## 創作にみられるハニートラップ

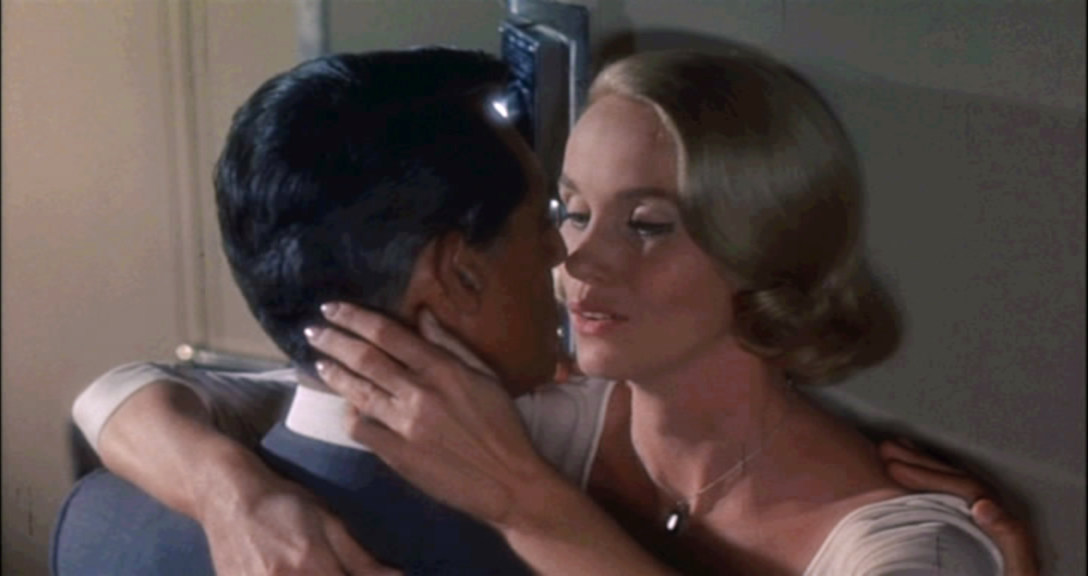
映画『北北西に進路を取れ』（1959年）より、特急寝台列車「20世紀特急」の中で主人公と知り合った美女（演：エヴァ・マリー・セイント）が色仕掛けで迫っているシーン。

イギリスのスパイ小説が原作のジェームズ・ボンド・シリーズ（『007』シリーズ。1953年初出）では、ハニートラップを用いるヒロイン、いわゆる「ボンドガール」が頻繁に登場する。また、アルフレッド・ヒッチコック監督のアメリカ映画『北北西に進路を取れ』（1959年公開）では、イヴ・ケンドール（演者：エヴァ・マリー・セイント）が主人公ロジャー・ソーンヒル（演者：ケーリー・グラント）にハニートラップを仕掛ける場面がある。
漫画原作の『ルパン三世』シリーズ（1967年〈昭和42年〉初出）の主要登場人物である峰不二子は、情報戦にも長けた泥棒としては本来の意味で対象者を罠に嵌めようとし、主人公ルパン三世の恋人としては派生した意味のほうで男心を翻弄するという形で、美女の魅力をキャラクター・アビリティーとして存分に活かしている。
漫画原作の『GUNSLINGER GIRL』（ガンスリンガー・ガール。2002年〈平成14年〉初出）のアレッサンドロとロッサーナや、コンピューターゲーム『メタルギアソリッド3 スネークイーター』（2004年〈平成16年〉発売）のEVAは、ハニートラップの達人と言えよう。漫画原作の『内閣権力犯罪強制取締官 財前丈太郎』（2003年〈平成15年〉初出）でもハニートラップの描写が見られる。日本のテレビドラマ『ハニー・トラップ』（2013年〈平成25年〉放映）は、産業スパイによる情報漏洩問題を題材とした社会派アクションサスペンスドラマであり、ハニートラップを仕掛ける数人の美女・悪女が登場する。

### 参考サイト
- 現金にハニートラップ、記者が情報機関の取材で守るべき「一線」とは　文春は、お嫌いですか？元編集長の懺悔録 木俣正剛：元週刊文春・月刊文芸春秋編集長 2021.1.20 4:10 ダイヤモンド・オンライン